# آناهیت نرسسیان
آناهیت سرگئی نرسسیان (ارمنی: Անահիտ Սերգեյի Ներսիսյան؛ انگلیسی: Anahit Nersesyan؛ زادهٔ ۱۶ ژوئن ۱۹۵۴) آموزگار موسیقی و نوازنده پیانو اهل ارمنستان است.

## زندگی‌نامه
وی در ۱۶ ژوئن ۱۹۵۴ در ایروان به دنیا آمد و در بین سال‌های ۱۹۶۱–۱۹۷۲ در مدرسه موسیقی چایکوفسکی تحصیل نمود. وی همچنین برنده جوایزی همچون هنرمند مردمی ارمنستان شد.